# Limnophila latistyla
Limnophila latistyla là một loài ruồi trong họ Limoniidae. Chúng phân bố ở miền Australasia.